# Rêve et Réalité (film, 1920)
Pour les articles homonymes, voir Rêve et Réalité.
Pour plus de détails, voir Fiche technique et Distribution.
Rêve et Réalité (titre original anglais : Suds) est un film muet américain de John Francis Dillon, sorti en 1920.

## Synopsis
À Londres, Amanda Afflick, une jeune blanchisseuse à l'imagination romantique, fait croire à une histoire d'amour avec un noble, alors que Ben, le cocher de la blanchisserie, l'aime en secret.

## Fiche technique
- Titre : Rêve et Réalité
- Titre original : Suds
- Réalisation : John Francis Dillon
- Scénario : Waldemar Young, d'après la pièce 'Op O' Me Thumb de Frederick Fenn et Richard Pryce
- Direction artistique : Max Parker
- Décors : Albert Werker
- Costumes : Adele Crinley
- Photographie : Charles Rosher, L.W. O'Connell
- Production : Mary Pickford
- Société de production : Mary Pickford Company
- Société de distribution :  United Artists Corporation
- Pays de production :  États-Unis
- Langue originale : anglais
- Format : noir et blanc — 35 mm — 1,37:1 — Muet
- Genre : Comédie dramatique
- Durée : 60 minutes (6 bobines)
- Date de sortie :
  - États-Unis : 27 juin 1920
- Licence : domaine public

## Distribution
- Mary Pickford : Amanda Afflick
- Albert Austin : Horace Greensmith
- Harold Goodwin : Benjamin Jones
- Rose Dione : Mme Jeanne Didier
- Darwin Karr : l'archiduc

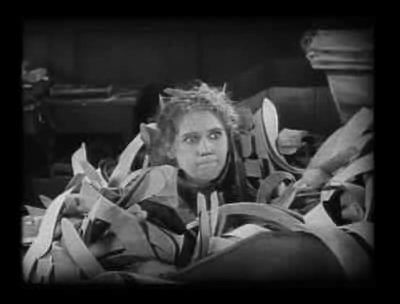
Mary Pickford
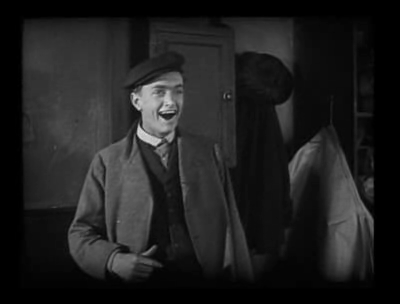
Harold Goodwin